# Symphonie no 16 de Mozart
Pour les articles homonymes, voir Symphonie no 16.
La Symphonie no 16 en do majeur KV 128 est une symphonie de jeunesse de Mozart, composée en mai 1772.

## Instrumentation
L'œuvre est écrite pour deux hautbois, deux cors, et cordes.

## Structure
La symphonie comprend 3 mouvements :
1. Allegro maestoso, à 
, en do majeur, 137 mesures, 2 sections répétées 2 fois (mesures 1 à 54 et mesures 55 à 137)
2. Andante grazioso, à 
, en sol majeur, 67 mesures, 2 sections répétées 2 fois (mesures 1 à 26 et mesures 27 à 67)
3. Allegro, à 
, en do majeur, 105 mesures, 2 sections répétées 2 fois (mesures 1 à 10 et mesures 11 à 69)

Durée : environ 12 minutes

Introduction de l'Allegro maestoso :
La lecture audio n'est pas prise en charge dans votre navigateur. Vous pouvez télécharger le fichier audio.
Introduction de l'Andante grazioso :
La lecture audio n'est pas prise en charge dans votre navigateur. Vous pouvez télécharger le fichier audio.
Introduction de l'Allegro final:
La lecture audio n'est pas prise en charge dans votre navigateur. Vous pouvez télécharger le fichier audio.